# Rinascita Nazionale (Artsakh)
Rinascita Nazionale (in armeno Ազգային վերածնունդ) è un partito politico, d'ispirazione socialdemocratica e nazionalista, della repubblica dell'Artsakh fondato nel 2013 dall'allora trentatreenne Hayk Khamunyan.
Dopo due anni di attività sul territorio, si è presentato alle  elezioni politiche del 2015 riuscendo a conquistare un seggio all'Assemblea nazionale.
Il partito concorre alle elezioni generali del 2020 e il suo presidente si è candidato per la carica di presidente della repubblica nella medesima consultazione.

## Risultati elettorali
| Elezione          | Voti | %    | Seggi |
| ----------------- | ---- | ---- | ----- |
| Parlamentari 2015 | 3709 | 5,38 | 1     |
| Parlamentari 2020 | 2360 | 3,21 | 0     |